# Xenocypris davidi
Xenocypris davidi är en fiskart som beskrevs av Bleeker, 1871. Xenocypris davidi ingår i släktet Xenocypris och familjen karpfiskar. Inga underarter finns listade i Catalogue of Life.